# Lignières-la-Carelle
Lignières-la-Carelle ist eine Commune déléguée in der französischen Gemeinde Villeneuve-en-Perseigne mit 371 Einwohnern (Stand: 1. Januar 2022) im Département Sarthe in der Region Pays de la Loire. Die Einwohner werden Ligniérois genannt.
Zum 1. Januar 2015 wurde Lignières-la-Carelle mit den Gemeinden Chassé, Saint-Rigomer-des-Bois, Montigny, Roullée und La Fresnaye-sur-Chédouet zur neuen Gemeinde (Commune nouvelle) Villeneuve-en-Perseigne zusammengelegt. Die Gemeinde gehörte zum Arrondissement Mamers und zum Kanton Mamers (bis 2015: Kanton La Fresnaye-sur-Chédouet).

## Geographie
Lignières-la-Carelle liegt etwa 47 Kilometer nördlich von Le Mans und etwa sechs Kilometer östlich von Alençon. 

## Bevölkerungsentwicklung
| Jahr                      | 1962 | 1968 | 1975 | 1982 | 1990 | 1999 | 2006 | 2012 |
| Einwohner                 | 180  | 186  | 159  | 224  | 289  | 353  | 372  | 392  |
| Quelle: Cassini und INSEE |      |      |      |      |      |      |      |      |

## Sehenswürdigkeiten
- Kirche Saint-Gervais-et-Saint-Protais aus dem 11./12. Jahrhundert
- Herrenhaus La Juisselerie aus dem 16./17. Jahrhundert
- Gutshof Le Bois Girard aus dem 18. Jahrhundert